# Tongångarne
Tongångarne är en studentorkester vid Göta studentkår i Göteborg. Det är ett storband med finlir, det vill säga att de förutom saxar och brass även har en sektion med flöjter och klarinetter. Sedan många år inkluderar trombonsektionen även en bastuba. Repertoaren är bred, med bland annat swing, schlager och disco.
Tongångarne spelar främst musikaliska shower, oftast tillsammans med Patriciabaletten. Orkestern fungerar även som dansorkester när så passar.

## Uniformer

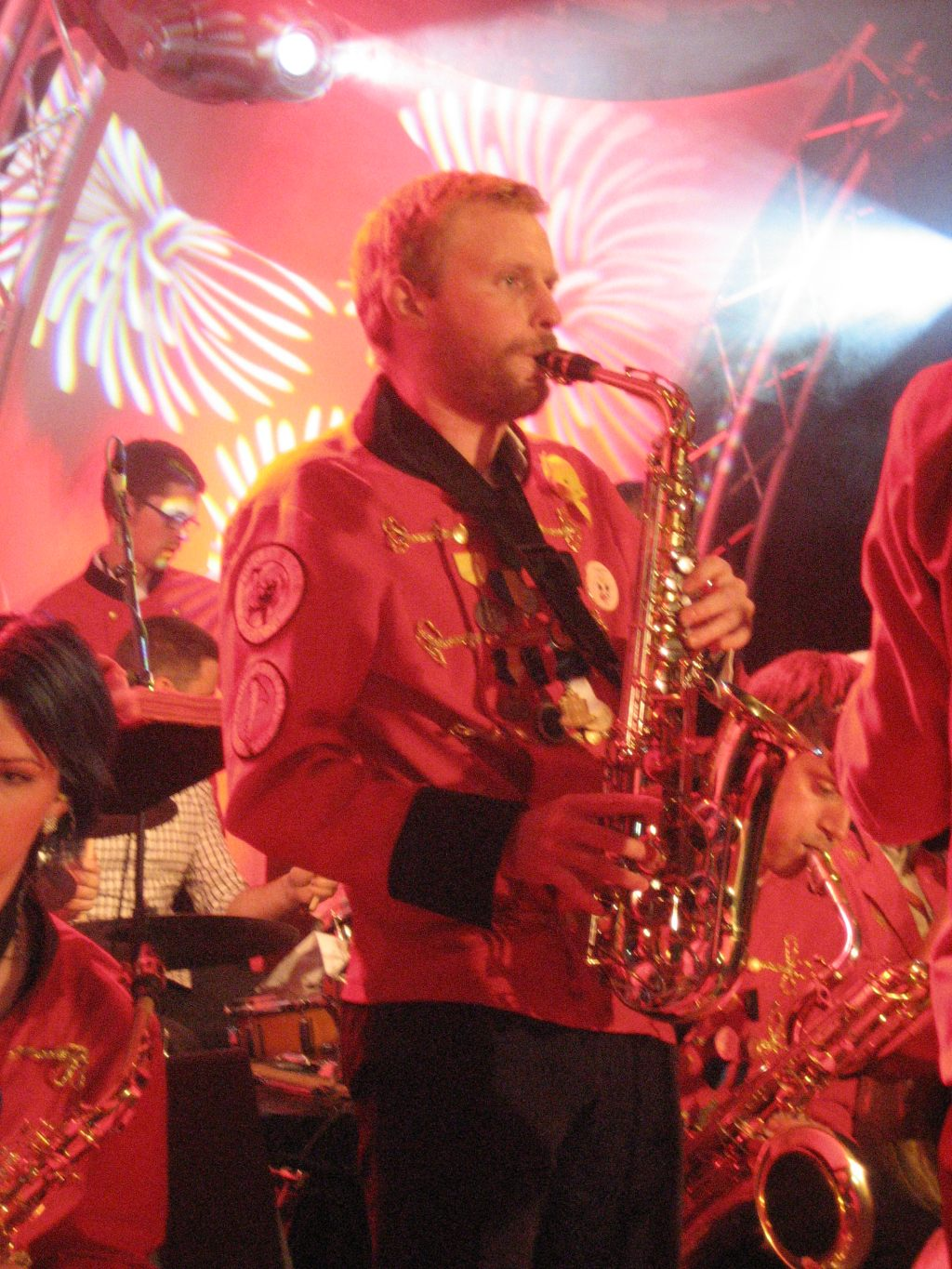
Tongångare i uniform, i typisk konsertmiljö

Tongångarne uppträder i röda jackor med svart krage och manschetter, guldfärgade knappar och träns, samt varierande mängder tingel-tangel och medaljer. Byxor eller kjol är svarta, liksom skorna, och strumporna är röda. Vid högtidliga tillfällen bäres även vit fluga.
I orkesterns begynnelse bars i stället beige byxor med blå revärer samt kask av militärmodell. Detta ändrades redan under 60-talet till att likna dagens uniform. Jackornas speciella utformning kom sig av att den första uppsättningen var servitörsjackor inköpta på överskott och sedan färgade.

## Historia
Tongångarne startades av några entusiastiska studenter vid FFS i oktober 1962 samlade runt den blivande förste dirigenten, senioren Gunnar Carlsson, under namnet Kårorkestern. De gjorde sitt första uppträdande på luciabalen samma år. Debuten i offentligt sammanhang skedde på Valborg -63 då också orkestern fått sitt slutliga namn och en namntävling hållits.
Ambitionsnivån i orkestern var hög, man ville redan från början göra mer än att ”bara spela starkt och fort”. Orkestern lyckades förena skojfriskhet med musikalitet, och gjorde sig ett stort namn i Göteborg under 60- och 70-talen för sina fyndiga arrangemang och spektakulära shower. Man hyrde konserthuset för konsert med jämna mellanrum och sålde slut varje gång. Till berömmelsen bidrog också orkesterns framgångsrika turnéer till Istanbul (-64 och -66) och till Israel (-67 och -69) och som gjorde Tongångarne till den enda studentorkester som spelat i Asien ( Mindre, men ändå, som GP formulerade det!)
1965 grundades Patriciabaletten. Baletten har gjort sig känd som en av Sveriges bästa studentbaletter. 
Efter ett generationsskifte i orkestern i slutet av 70-talet har orkestern delvis ändrat inriktning och spelar numera främst på företagsfester, jubileumskalas och andra festligheter. Man uppträder också årligen vid några av Göteborgs universitets olika ceremonier. Årets höjdpunkt för orkestern är Studentorkesterfestivalen, som omväxlande hålls i Linköping och Uppsala.

## Diskografi
- Tongångarnes multitonala riskkonsert 18 april 1969 (inspelad 1969)
- Kakafonal kabaré-konsert från Tongångarnes 10-årsjubileum (inspelad 1972)
- Egen blandning (inspelad 1978)
- Aber doch! (inspelad 1986)
- There may be troubles ahead (inspelad 1997)
- Följ med oss hem (inspelad 2004)
- Skivan som alla saknat (inspelad 2008)

## Dirigenter
- Gunnar Carlsson 1962–1964
- Putte Lindahl 1964–1965
- Harald Stenström 1965–1972
- Åke Edefors 1972–197?
- Tommy Forsberg 198?–198?
- Bo Söderberg 198?–198?
- ”Stügge” Magnus Nilsson 198?–198?
- Krister Karlsson 198?–1992
- Per-Olof Lundgren 1992–1994
- Hans ”Hånta” Börjesson 1994–1995
- Johan F Andersson 1995–1999
- Olle Huldén 1999–2004
- Niklas Ottosson och Rasmus Blanck 2004–2005
- Ulf Joghammar, Emil Svensson och Jörgen Sundström 2005–2006
- Emil Svensson och David Arvidsson 2006–2007
- Tommy "Tripp" Jonsson 2007–2009
- David Edefors 2009-2012
- Daniel Radich 2015-2018
- Susanna Palmgren 2018-